# Корнелис Тромп
Корнелис Тромп (хол. Cornelis Tromp; Ротердам, 3. септембар 1629 — Амстердам, 29. мај 1691) био је холандски адмирал.

## Биографија
Корнелис је био други син холандског адмирала Мартена Тромпа. У Англо-холандским поморским ратовима истакао се као храбар командант и вешт тактичар. Своју вештину исказао је у Четвородневној бици и биткама код Шоневелта и Тексела. Након погибије адмирала Ројтера, априла 1676. године, Тромп је као лујтнантадмирал постао командант холандске флоте. Дана 11. јуна је на челу данско-холандске флоте нанео тешак пораз швеђанима код Еланда.